# Nizina Mazowiecka
Nizina Mazowiecka – kraina położona w środkowo-wschodniej Polsce, a dokładniej – we wschodniej części Nizin Środkowopolskich, u zbiegu Wisły oraz Narwi.

## Ukształtowanie i struktura geologiczna
Nizina Mazowiecka jest jedną z największych pod względem powierzchni krain Polski. Stanowi ona fragment rozległego, równoleżnikowego pasa nizinnego zwanego Krainą Wielkich Dolin. Spośród wielu czynników wpływających na dzisiejszy obraz tego obszaru należy wymienić kilka o największym znaczeniu.
Nizina Mazowiecka stanowi pod względem ukształtowania powierzchni rozległą, ale płaską kotlinę, której centralną część zajmuje Kotlina Warszawska. Otaczają ją liczne wzniesienia poprzecinane dolinami rzek, które spływają do Wisły. Tektonicznie obszar ten leży w strefie niecki brzeżnej, zwanej w tej części niecką mazowiecką. Niecka mazowiecka utworzona w osadach mezozoicznych, wypełniona jest naprzemianległymi, przepuszczalnymi i nieprzepuszczalnymi osadami trzeciorzędowymi. Główne rysy Niziny Mazowieckiej zostały wykształcone w wyniku działania lądolodu skandynawskiego podczas zlodowacenia środkowopolskiego. Zmienność zasięgu lądolodu w poszczególnych stadiach zlodowacenia, przyczyniła się do istotnego zróżnicowania krajobrazowego północnej i południowej części niziny.
Formy utworzone w wyniku działalności lodowców, zwłaszcza w południowej i wschodniej części Niziny Mazowieckiej, uległy znacznej denudacji w warunkach klimatu peryglacjalnego. Panował on tu w okresie zlodowacenia bałtyckiego. Nowymi, peryglacjalnymi formami rzeźby są często spotykane doliny i niecki denudacyjne, powodujące porozcinanie zwartych dotąd ciągów morenowych. Taka struktura geologiczna tłumaczy obecność licznych studni artezyjskich.
Pod koniec zlodowacenia bałtyckiego i w chłodniejszych okresach holocenu wytworzone zostały kompleksy wydm parabolicznych. Większe nagromadzenia tych form występują w Kotlinie Warszawskiej, dolinie rzeki Radomki i Pilicy oraz na Równinie Kurpiowskiej, stanowiąc jeden z najbardziej charakterystycznych składników krajobrazów.

### Gleby
Gleby Niziny Mazowieckiej zalicza się w większości do mało urodzajnych. Na przeważającym obszarze występują bielice rozwinięte na piaskach, glinach oraz osadach zastoiskowych. Wyjątkiem są doliny rzek, gdzie miejscowo występują urodzajne mady rzeczne.

### Sieć rzeczna
Sieć rzeczna odznacza się układem promienistym, zbiegając się ku środkowi krainy. Jednak źródła wszystkich ważniejszych rzek tego regionu, do których trzeba zaliczyć Wisłę, Narew, Bug, Pilicę, Wieprz czy Wkrę, znajdują się poza jego granicami. Rzeki mają układ dośrodkowy to znaczy, że płyną do środka krainy geograficznej.

### Klimat
Nizina Mazowiecka charakteryzuje się dość znacznymi różnicami termicznymi, ale głównie w zimie. Latem średnie wartości temperatur są wyrównane i wahają się od 18 do 18,5 °C. Opady są tu jednymi z najniższych w Polsce i wynoszą często poniżej 500 mm rocznie. Nieco większe ilości (500-600 mm) występują przy południowych i północnych krańcach krainy.

### Przyroda
Jeszcze kilkaset lat temu tereny Niziny Mazowieckiej zajęte były przez rozległe puszcze. Dzisiaj obszar ten odznacza się jednym z najmniejszych w kraju wskaźników lesistości. Pozostałościami dawnej puszczy są nieliczne już kompleksy leśne. Lasy zostały na tym obszarze silnie przekształcone przez człowieka i są to monokultury sosnowe. Na nizinie tej znajdują się następujące puszcze: Kampinoska, Kurpiowska, Biała i Kozienicka.

### Podział
Nizina Mazowiecka dzieli się na trzy makroregiony fizycznogeograficzne, które z kolei dzielą się na regiony:
| Nizina Północnomazowiecka | Nizina Środkowomazowiecka | Wzniesienia Południowomazowieckie                                                                                      |
| --- | --- | --- |
| Dolina Dolnej Narwi Międzyrzecze Łomżyńskie Równina Kurpiowska Równina Raciąska Wysoczyzna Ciechanowska Wysoczyzna Płońska Wzniesienia Mławskie | Dolina Dolnego Bugu Dolina Środkowej Wisły Kotlina Warszawska Równina Garwolińska Równina Kozienicka Równina Kutnowska Równina Łowicko-Błońska Równina Warszawska Równina Wołomińska | Dolina Białobrzeska Równina Piotrkowska Równina Radomska Wysoczyzna Bełchatowska Wysoczyzna Rawska Wzniesienia Łódzkie |